# (37279) Hukvaldy
(37279) Hukvaldy ist ein Asteroid des Hauptgürtels, der am 22. Dezember 2000 von den tschechischen Astronomen Petr Pravec und Peter Kušnirák an der Sternwarte Ondřejov (IAU-Code 557) auf dem Berg Manda in Ondřejov entdeckt wurde.
Der Asteroid wurde am 18. März 2003 nach der Burg Hukvaldy aus dem 13. Jahrhundert benannt, die südöstlich der Ortschaft Hukvaldy auf einem Hügel über dem Tal der Ondřejnice in Tschechien gelegen war und heute eine der größten Burgruinen in Mähren ist.